# Данвиль

Данви́ль (фр. Damville) — ассоциированная коммуна на севере Франции, регион Нормандия, департамент Эр, округ Эврё, кантон Вернёй-сюр-Авр. Расположен в 21 км к юго-западу от Эврё и в 66 км к северо-западу от Шартра, в 7 км от автомагистрали N54, на берегу реки Итон. 
Население (2013) — 2 016 человек.
С 1 января 2016 года коммуны Гувиль, Данвиль, Конде-сюр-Итон, Ле-Ронсене-Отене, Ле-Сак и Мантелон образовали новую коммуну Мениль-сюр-Итон.

## История
Данвиль существовал ещё в галло-римскую эпоху. В 1035 году, на границе с Нормандией, на французской её стороне был возведён Данвильский замок. В 1189 году он был захвачен и сожжён английским королём Генрихом II, затем восстановлен Ричардом Львиное Сердце. Вместе с крепостями Тильере-сюр-Эвре и Бретёйль замок Данвиль образовывал единую линию укреплений. В 1285 году Данвиль переходит во владение аристократического рода Монморанси. После казни Генриха II Монморанси в 1632 году городок переходит по наследству к его сестре Маргарите (1577—1660), и с ней в результате брака — к герцогству Вентадур. В 1648 году Данвиль становится герцогством (Duché). Позднее он становится собственностью герцога Тулузского Луи-Александра де Бурбон (1678—1737). Благодаря его влиянию герцогство Данвиль получает права пэрства. В 1720 году Луи-Александр продаёт Данвиль.

## Достопримечательности
- Церковь Сен-Эвру XV-XVII веков, в 1921 году была признана историческим памятником национального значения.

## Экономика
Уровень безработицы (2012 год) — 12,4 % (Франция в целом — 13,2 %, департамент Эр — 13,1 %). 

Среднегодовой доход на 1 человека, евро (2012 год) — 18 085 (Франция в целом — 19 785,5, департамент Эр — 19 841).

## Демография
Динамика численности населения, чел.

## Города-побратимы
- Киферсфельден, Германия

## Знаменитые уроженцы
- Раймон Дюшан-Вийон (1876-1918), художник и скульптор
- Жак Вийон (1875-1963), живописец и график